# RT Весов
RT Весов (лат. RT Librae), HD 133710 — одиночная переменная звезда в созвездии Весов на расстоянии (вычисленном из значения параллакса) приблизительно 13367 световых лет (около 4098 парсеков) от Солнца. Видимая звёздная величина звезды — от +14,7m до +8,2m.

## Характеристики
RT Весов — красная пульсирующая переменная звезда, мирида (M) спектрального класса M2,5pe-M8,2e или M2,5-5,5e.